# Siła jonowa
Siła jonowa, I – miara występujących w roztworze oddziaływań międzyjonowych, określająca wpływ wszystkich obecnych w roztworze jonów na ich zachowanie oraz oddziaływanie z polem elektrycznym. Dla prostych elektrolitów 1:1 zawierających tylko jony jednowartościowe, np. HCl, NaOH czy NaCl siła jonowa jest równa ich stężeniu molowemu, natomiast siła jonowa dla elektrolitu typu 2:2, np. MgSO4 jest już czterokrotnie większa niż jego stężenie.
siła jonowa: {\displaystyle I={\tfrac {1}{2}}\sum _{i=1}^{n}c_{i}z_{i}^{2}}
gdzie: ci – stężenie jonu (molowe [mol/dm³] lub molalne [mol/kg]), zi – ładunek jonu, n – całkowita liczba rodzajów jonów w roztworze.
Bezpośredni wpływ siły jonowej przejawia się m.in. w zmianie tzw. współczynników aktywności jonów f (często używa się też symbolu γ). Np. wzrost siły jonowej, wywołując spadek współczynników aktywności, powoduje, że określone jony zachowują się jakby ich było mniej, czyli wykazują mniejszą aktywność, ai = cifi. Wpływ siły jonowej na współczynniki aktywności najczęściej opisuje się za pomocą równania Debye’a-Hückela.
Efekt solny oznaczający zwiększenie rozpuszczalności soli trudno rozpuszczalnej, spowodowany dodatkiem innej soli, która nie tworzy z jonami pierwszej z soli związków kompleksowych, ani innych soli trudno rozpuszczalnych, jest spowodowany spadkiem współczynników aktywności. Odpowiada to zmianie tzw. stężeniowego iloczynu rozpuszczalności soli, podczas gdy termodynamiczny iloczyn rozpuszczalności wyrażony poprzez aktywności jonów pozostaje niezależny od stężeń innych jonów i cząsteczek w roztworze. Podobny wpływ obserwuje się w przypadku stężeniowych stałych dysocjacji (jonizacji) kwasów i zasad.